# Praeviogomphus
Praeviogomphus is een geslacht van libellen (Odonata) uit de familie van de rombouten (Gomphidae).

## Soorten
Praeviogomphus omvat 1 soort:
- Praeviogomphus proprius Belle, 1995